# Stazione di Retorbido
Stazione di Retorbido 1966-ban bezárt vasútállomás Olaszországban, Lombardia régióban, Retorbido településen.

## Vasútvonalak
Az állomást az alábbi vasútvonalak érintették:
- Voghera-Varzi-vasútvonal

## Kapcsolódó állomások
A vasútállomáshoz az alábbi állomások vannak a legközelebb:
- Stazione di Rivanazzano
- Stazione di Codevilla